# Air Cairo
Air Cairo (IATA: SM, ICAO:MSC) är ett egyptiskt flygbolag med bas på Kairos internationella flygplats. Bolaget, som grundades år 2003, ägs av Egyptair (60 %),  Egyptens nationalbank (20 %) och Bank Misr (20 %). 
Flygbolaget flyger reguljärt till Mellanöstern och Europa som codeshare med Egyptair och charterflyg mellan Europa och Egypten.

## Flotta
Air Cairo har för närvarande (2024) följande flotta:
- ATR 72, 4 st
- Airbus 320, 10 st
- Airbus 320neo, 14 st
- Embraer ERJ-190, 4 st